# الدریچ (میسوری)
الدریچ، میسوری (به انگلیسی: Aldrich, Missouri) یک منطقهٔ مسکونی در ایالات متحده آمریکا است که در میزوری واقع شده‌است.

## خصوصیات
الدریچ ۰٫۴۱ کیلومترمربع مساحت و ۸۰ نفر جمعیت دارد و ۲۷۵ متر بالاتر از سطح دریا واقع شده‌است.